# Иванов, Григорий Владимирович
Григо́рий Влади́мирович Ивано́в (28 ноября 1971, Грозный, Чечено-Ингушская АССР, СССР) — советский и российский футболист, играл на позиции нападающего. В настоящее время[уточнить] тренер ЦПФ ДЮСШ «Волгарь-Газпром».

## Карьера
В 1990 году был заявлен за «Спартак» Орджоникидзе, в составе которого добился права выступать в высшей лиге. После распада СССР пробовал свои силы в запорожском «Металлурге», однако вскоре вернулся во Владикавказ, сначала играл в «Спартаке», а позже в «Автодоре». Во втором по значимости клубе города он в 12 играх забил 14 мячей, что позволило «Автодору» выйти в первую лигу. В 1995 году перешёл в «Ростсельмаш», однако в клубе закрепиться не удалось и он снова вернулся в «Автодор». С 1998 по 1999 год играл в «Волгаре-Газпроме», далее играл в «Носте» Новотроицк, но снова вернулся в «Автодор». В 2002 году играл за «Луч» Владивосток, который выступал во втором дивизионе. В 2003 году играл за «Спартак» Луховицы. Карьеру завершил в 2004 году в астраханском «Судостроителе».
В высшей лиге СССР провёл 8 игр. В высшей лиге России провёл 7 игр.

## Достижения
«Спартак» (Владикавказ)
- Победитель Первой лиги СССР: 1990

## Личная жизнь
Григорий Иванов родился в Грозном, однако ещё в детстве переехал во Владикавказ, где в 1988 году и окончил местную среднюю школу № 50. Ещё будучи футболистом в 1995 году окончил Северо-Осетинский государственный университет по специальности «Физическая культура». В 2005 году окончил владикавказский филиал Современной гуманитарной академии, где учился на юридическом факультете.